# Nagysomlyó-hegy

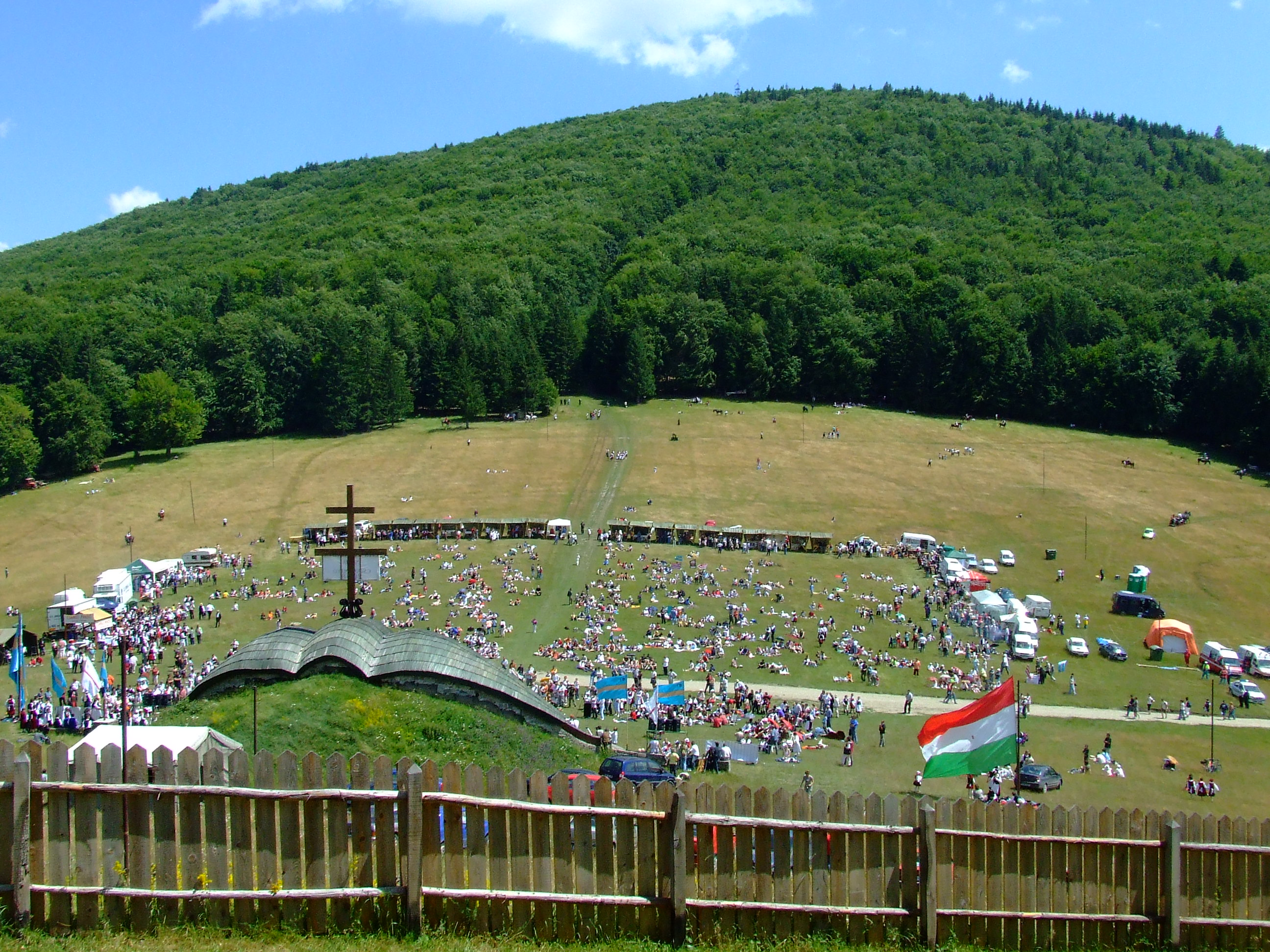
Az Ezer Székely Leány Napja a Kétsomlyó közében, a Kissomlyó és Nagysomlyó közötti nyeregben 2008-ban

A Nagysomlyó-hegy 1033 méter magas, kettős vulkáni kúp Csíksomlyón, a Csíki-medence közepén.

## Leírása
A somlyói vulkáni tömb a Hargita-hegységnek az Olt völgyétől keletre eső tartozéka, erózióval kidolgozott hatalmas andezit-kőbörc. Keleti és déli oldalát fenyveserdő borítja, nyugati oldala pedig sűrű bükkössel van benőve.
Tetején egy 25 m magas fémcsőből épített kilátótorony áll, innen lehet a legjobban belátni  az egész Csíki-medencét. A kilátóról  megtekinthető a minden év pünkösdjén  megtartott csíksomlyói búcsú szentmiséinek helyszíne, a Hármashalom oltár, a Kissomlyó-hegyén lévő három kápolna, valamint a kegytemplom és kolostor. A hegycsúcs alján vezet végig a búcsús út, amelyen a keresztalják vonulnak a Kissomlyó nyergéig.
A sűrű erdővel borított  Nagysomlyó-hegynek kettős csúcsa van, amelyeket lapályos hegyhát köt össze. A magasabbik csúcson a  Nagysomlyó-vár, a nép nyelvén a Sóvár  romjai láthatók, az alacsonyabb csúcson egykor a Csíksomlyóra letelepedett fehér barátok  kolostora és kápolnája állt.

## A Nagysomlyó-vár romjai
A Nagysomlyó-vár Hargita megye Műemlékeinek 1992-es hivatalos jegyzékében  régészeti rezervátumként szerepel.
A hegy legmagasabb csúcsán  egykor a Nagysomlyó vára emelkedett. A hegytetőt két egymással párhuzamos várfal vette körül. A belső fal 330 méter lehetett, ettől 20 méterre volt a külső fal, amelyet kívül vársánc övezett.
Főbejárata a délnyugati oldalon lehetett, a Nagysomlyó kisebbik csúcsára vezető hegynyergen, amelyet terjedelmes bástyák és tornyok védelmeztek. Az egykori várudvaron két mély üreg található, az egyik a [vár kútja, a másik valamely épület pincéje lehetett. A várudvar közepén található a kilátótorony.
A várat, a szájhagyomány szerint „Sóvárként” emlegették. Azért is nevezhették így, mert a közeli Hosszúaszó völgyén át  vezetett Moldva felé a történelmi „sóút.” Valószínűleg, Moldvából a hegyeken át a csíkiak számára szállított sót, a megközelíthetetlen véd- és bástyafalakkal körülvett várba vitték fel megőrzés végett.
A másik magyarázat, mivel a Nagysomlyó-hegy a legmegfelelőbb  kilátópont az egész Csíki-medencében a térség megfigyelésére, a Sóvár a csíki lármavárak egyike lehetett,  és a népvándorlás korában keletkezett.
A hegy oldala nagy, lapos és faragott kövekkel van borítva, amelyek valószínűleg  a várból gurultak alá. Ezt igazolja a  ferences kolostor folyosóján elhelyezett két kőtömb is. Az egyik egy oszlopnak lehetett az alsó része. A kő párkánya  díszített, szakértők szerint a napsugarat jelzi, ami az ősi Napkultuszra utal.
A másik kőtömb egy oszlopnak lehetett a teteje, amelyen szintén motívumok találhatók.
A díszítések számának ugyancsak  szimbolikus jelentést tulajdonítanak. Az oszlopfő közepén egy kígyó formája van a kőbe vésve, amely szintén pogány istenséget szimbolizál.
A Nagysomlyó keleti oldalán lévő lankás pusztán egykor remeték laktak. Az utolsó remete Vizi Márton volt, akiről a helyet Vizi Marci pusztájának nevezték el.
A két csúcs közötti  nyakon remeték laktak, celláiknak nyomai most is látszanak. Az utolsó ily remete Vizi Marczi volt, ki itt erdőt irtván, földet is müvelt, veres szőlőt, egrest és káposztát termelt. Halálakor fejszéjét, kertészeszközeit, munkás magányának e kedves időtöltő társait, magával temettette el.

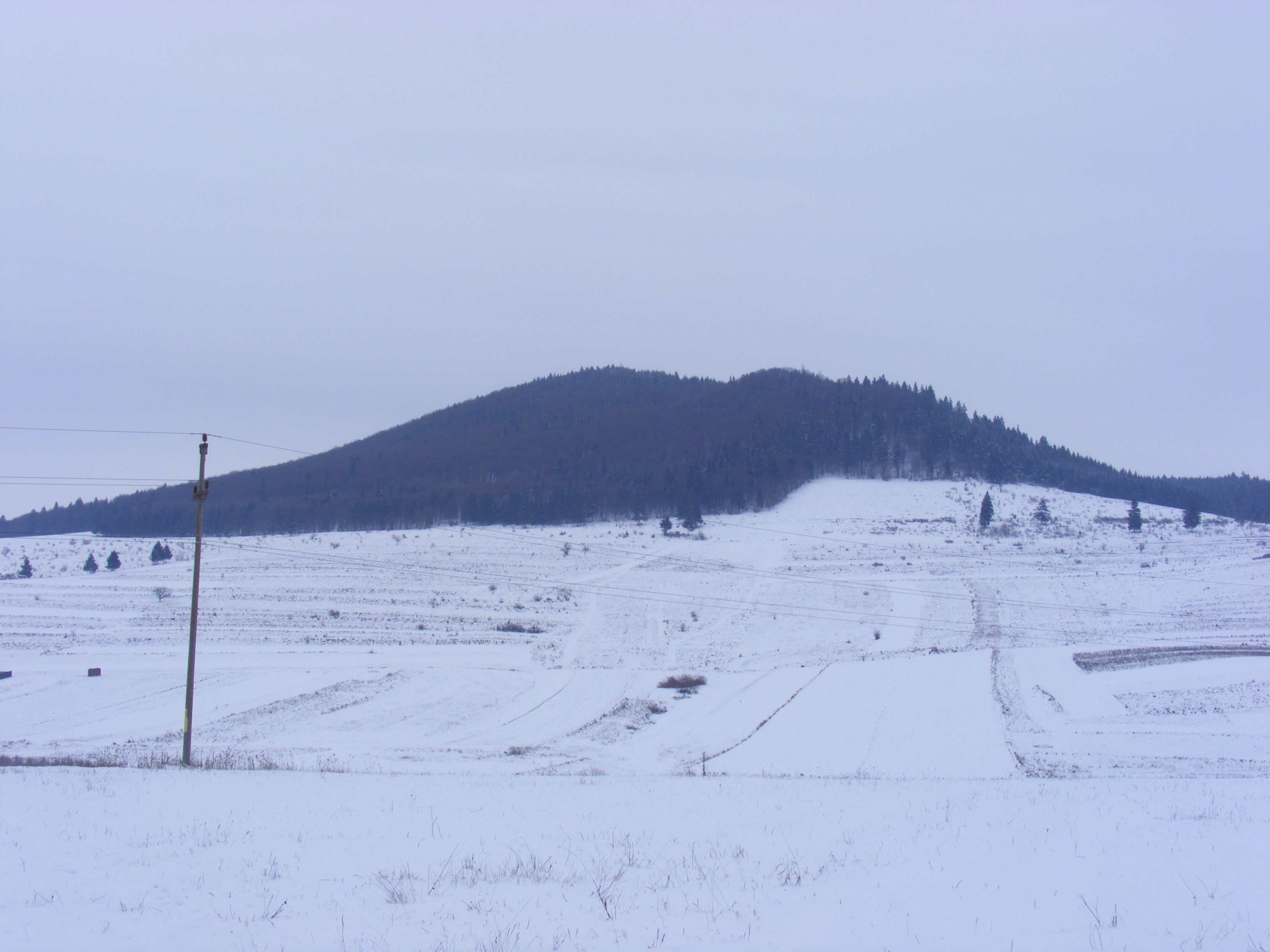
A hegy télen

A Sóvár alatt lévő sziklaalakzatot „Kőosztovátának” nevezték, amelyről a következő monda maradt fenn:
„Egy asszony, az akkor állott Só-várnak büszke, felfuvalkodott s a vallás megszentelte ünnepnapokat nem igen respectáló urnője, egy vasárnapon is szövegetett, komaasszonya megdorgálta, hogy ilyen szent napon, melyet Isten nyugalom és imára rendelt, miért dolgozik:
„Csak ezt a keveset végzem be”, felelé ez.
„Ha Isten segiti”. mond komaasszonya.
„Már akár segél, akár nem, ezt bevégzem”, mond ez;
de alig mondá ki az istenkáromló szót, hogy ő maga s osztovátája is kővé változott.”

## A régi kolostor romjai
A hegy alacsonyabb csúcsának lapos tetején egykor a régi somlyói kolostor állt. Feltehetően ez lehetett a Szent István által építtetett első kolostor.
Orbán Balázs a következőképpen ír a kolostorról:
“E kolostort tojásdad alakban, 150 lépés kerületü védfal környezte. E falhoz  –  melyet kivülről sáncz futott körül – voltak támasztva (belülről) a cellák, melyeknek közfalai most is tisztán kivehetők. Közepén csekély terjedelmü imola állott, ennek félkör apsissu szentélye román izlésű épületre enged következtetést vonni. Ezen maradványok utmutatása nyomán azt kell hinnünk, hogy itt védfalakkal körül ölelt kolostor állott egykoron, melynek valószinüleg erőditett bejárata északi oldalán a hegynyakról volt, mert ott faragványos kövek, ajtó és ablak szemöld töredékek hevernek. A templom alatt  és körülte kong a talaj, mi arra mutatna, hogy ott valamely kripta, vagy talán viztartó volt.”
A kolostor kápolnája Szent Lukács tiszteletére volt felszentelve.
Losteiner Leonárd ferencrendi krónikás szerint a Rákóczi-mozgalom idején Lajos quardian, a csodatevő szent szobrot a Nagysomlyón levő kápolnába vitte azért, hogy:
“ha a nép hite megvesztegetődnék is, ezen  szent ereklye megtarthassék.“
A 19. század elején, a ferences kolostor folyosóján volt látható egy faragott kő a következő felirattal:
„C. C. 1208?.”
Losteiner szerint conventum carmelitarum, vagy cistercitarum, esetleg conventum  csikiensimut jelölt, amelyet a Nagysomlyóról hoztak le és raktak be a somlyói kolostor falai közé.
A templom és a kolostor restaurálásakor beépítették, levakolták. Napjainkban a kőtömb ismeretlen helyen van elhelyezve.

## Külső hivatkozások
- Csíksomlyó honlapja